# Kosmos 2467
Kosmos 2467, ruski vojni komunikacijski satelit iz programa Kosmos. Vrste je Strijela-3 (br. 156 L (556)).
Lansiran je 8. rujna 2010. godine u 03:30 s kozmodroma Pljesecka u Rusiji. Lansiran je u nisku orbitu oko planeta Zemlje raketom nosačem Rokot/Briz-KM. Orbita mu je 1498 km u perigeju i 1508 km u apogeju. Orbitna inklinacija mu je 82,45°. Spacetrackov kataloški broj je 37153. COSPARova oznaka je 2010-043-B. Zemlju obilazi u 116,06 minuta. 
Strijela-3 su sateliti namijenjeni vojnim i vladinim komunikacijama. Bili su jednostavni sustav pohrane-ispuštanja posebice koristan u prosljeđivanju (relejno) neesencijalna prometa između Ruske Federacije i prekomorskih postaja ili snaga.
Jedan je od triju lansiranih satelita (Gonjec-M br.12, Kosmos-2467 / Strijela-3, Kosmos-2468 / Strijela- 14F132 Rodnik) lansiranih 8. rujna 2010. godine. Svi su u orbiti, uključujući i dio Briz-KM koji se odvojio tijekom misije.

## Vanjske poveznice
- N2YO.com Search Satellite Database
- Celes Trak SATCAT Format Documentation (engl.)
- Kunstman  Arhivirana inačica izvorne stranice od 12. kolovoza 2019. (Wayback Machine) Satellites in Orbit (engl.)